# Scirocco
Lo scirocco è un vento caldo proveniente da sud-est. Tale direzione è indicata simbolicamente nella cosiddetta rosa dei venti. Un vento umido associabile allo scirocco, che spira prevalentemente nel golfo del Leone, sulle coste mediterranee della Francia, è il marin.

## Origine del nome
Tradizionalmente si fa derivare la parola "scirocco" dall'arabo شرق (šarq, "est") o شرقية (šarqiyya, "orientale"), giacché questo vento spira dalla Siria, prendendo come punto di riferimento l'Isola di Zante nel Mar Ionio.
Altre etimologie proposte cercano le sue radici nel verbo arabo magrebino šoruq, che significa "storto", oppure da šulūq, "far bollire, lessare; scottare" giunto all'italiano tramite della lingua genovese; o ancora dall'antico occitano eissalot e sue varianti (come eyssiroc) teorizzate come derivanti dal greco antico di Massalia *ἐξαλώτης (*exalṓtēs), da ἔξαλος (éxalos, "fuori dal mare").
Lo stesso vento assume il nome di jugo in Croazia e ghibli in Libia.

## Descrizione
Questo vento soffia più di frequente in primavera ed autunno raggiungendo un massimo nei mesi di marzo e novembre. Di solito soffia a terzine di tre giorni in tre giorni; raramente soffia un giorno solo. Alla fine delle giornate di scirocco subentra solitamente una giornata di vento intenso dal quadrante settentrionale.
Nasce da masse d'aria tropicali calde e secche trascinate verso nord da aree di bassa pressione in movimento verso est sopra il Mar Mediterraneo. L'aria calda e secca si mischia con quella umida del movimento ciclonico presente sul mare ed il movimento in senso antiorario spinge questa massa d'aria sulle coste delle regioni del sud Europa.
Lo scirocco secca l'aria ed alza la polvere sulle coste del Nordafrica, provoca tempeste sul Mediterraneo e tempo caldo ed umido sull'Europa. Il vento soffia per un tempo variabile da mezza giornata a molti giorni. Molte persone attribuiscono a questo vento effetti negativi sulla salute e soprattutto sull'umore per via del caldo umido e della polvere portata dalle coste dell'Africa e dell'aumento della temperatura in Europa. La polvere può causare danni ai dispositivi meccanici. L'umidità che si deposita al terreno rende inoltre molto scivoloso il manto stradale.
Lo scirocco è diventato, inoltre, uno dei simboli climatici della Sicilia: lo stesso capoluogo siculo, Palermo, spesso si trova a fronteggiare danni provocati dalle fortissime raffiche di vento caldo, talvolta anche in pieno inverno. Lo scirocco si fa sentire anche in Calabria e soprattutto nel Salento. Molto diffuse sono anche le giornate di scirocco lungo le coste della Liguria. Lo scirocco si percepisce anche in Campania e fino al Lazio.
Il soffio ininterrotto dello scirocco per molti giorni, combinato con la crescita della marea, è una delle cause del fenomeno dell'acqua alta nella Laguna di Venezia.

## Curiosità
Lo scirocco è un vento portatore di piogge ed è l'unico che porti le piogge di sabbia nel Mar Mediterraneo provenienti dal deserto del Sahara.
Dal nome ghibli ha preso spunto il regista, sceneggiatore, animatore, fumettista e produttore cinematografico giapponese Hayao Miyazaki per il nome del suo studio cinematografico di film di animazione, lo Studio Ghibli .